# 場域特定藝術

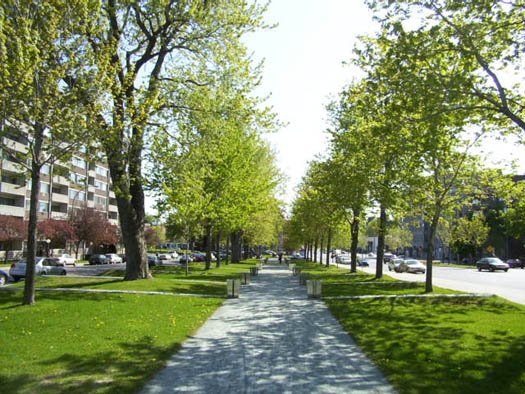
用以紀念蒙特利尔工程学院大屠杀的場域特定藝術作品

場域特定藝術（Site-specific art）是為了特定地點而創造的藝術作品。藝術家在計畫與創造此類藝術作品時把地點的因素納入考量。
戶外的場域特定藝術通常包括景觀改造與長久設置的雕塑元素（與環境藝術相關）。場域特定藝術也包括針對特定地點而創造的表演藝術與行為藝術。某些場域特定藝術作品強調在創造時或完成後與在地的居民有所互動。室內的場域特定藝術則與該建築有所關聯。
更廣泛的說，這個辭彙適用於任何發生或安置於特定地點的藝術作品。

## 從事場域特定藝術的藝術家
- 罗勃·史密森
- 安迪·高茲渥斯（英语：Andy Goldsworthy）
- 羅溫·格里士比（英语：Rowan Gillespie）
- 克里斯多與珍妮-克勞德
- 里查·塞拉
- 吉約姆·拜耳（英语：Guillaume Bijl）
- 貝蒂·波蒙（英语：Betty Beaumont）
- Mark Divo
- Gian Carlo Riccardi
- Leonard van Munster
- Sarah Sze
- Stefano Cagol
- Seth Wulsin

## 其他主題
- 環境雕塑（英语：Environmental sculpture）
- 大地艺术
- Plop art（場域特定藝術的相對而有貶意的詞彙）
- 綠美術館（英语：Greenmuseum.org）（線上環境藝術美術館）

## 外部連結
- Urban Art Projects （页面存档备份，存于）
- Duke Albada